# Nação Camba
O Movimento Nação Camba de Libertação (MNC-L), em castelhano Movimiento Nación Camba de Liberación, é uma organização que alegadamente busca maior autonomia para a região não andina da Bolívia, em especial, o departamento de Santa Cruz, maior região do país, porém que publicamente reivindica o separatismo dessa região e a criação de um novo país.
O movimento tem como tropa de choque a "União da Juventude Crucenhista", é formado basicamente por jovens das classes média e alta de Santa Cruz, que se identificam enquanto "brancos", tendo um caráter fortemente anti-indígena, que classificado por analistas de esquerda como Emir Sader como "de inspiração nazista e fortemente racista". Durante o auge da crise política de setembro a outubro de 2008 atacaram prédios públicos, instalações governamentais e pessoas que apoiavam o governo constitucional.

## Crise política, terrorismo e o isolamento dos separatistas
O envolvimento de separatistas com traficantes de armas, empresas militares privadas (mercenários) e supostos terroristas ajudou a isolar o movimento, que perdeu gradativamente apoiadores.
Após um atentado contra o cardeal primaz da Bolívia, Julio Terrazaso, a polícia boliviana alegou ter destruído uma célula terrorista em Santa Cruz formada por mercenários estrangeiros - alguns deles alegadamente com experiência na guerra civil da Iugoslávia.
O episódio do ataque terrorista ao Gasoduto Brasil-Bolívia em setembro de 2008, também acelerou o processo de isolamento político dos separatistas. O presidente da YPFB acusou, em entrevista coletiva no Palácio de Governo, grupos de "paramilitares, fascistas e terroristas", organizados por forças opositoras que geraram uma onda de protestos sociais no leste e sul do país, de serem responsáveis pelo atentado.
Com o fim do governo Bush, ocorreu também o fim de qualquer apoio indireto ou informal da diplomacia americana, e o separatismo camba se arrefeceu no início de 2009.
Também foram decisivas as sucessivas declarações  da UNASUL de apoio à manutenção da ordem, das institucionalidade, da soberania e da integridade territorial da Bolívia.